# Tom Hohenadl
Tom Hohenadl (* 1995 in München) ist ein deutscher Triathlet und Ironman-Sieger (2021).

## Werdegang
Tom Hohenadl startete 2015 in Ingolstadt erstmals einen Triathlon über die olympische Distanz (1,5 km Schwimmen, 42 km Radfahren und 10 km Laufen).
2017 startete er bei der Challenge Roth erstmals über die Langdistanz (3,8 km Schwimmen, 180 km Radfahren und 42 km Laufen), war im Ziel nach 9 Stunden und 22 Minuten und gewann die Altersklasse M 18-24.
Im Juli 2021 holte sich der 25-Jährige am Walchsee in Tirol den EM-Amateurtitel über die Triathlon-Mitteldistanz. und im August gewann er den Ironman Tallinn.
Im September erreicht Tom Hohenadl den zweiten Platz beim Triathlon Ingolstadt und damit den Titel „Bayrischer Meister Mitteldistanz“.
In der Saison 2023 konnte er die Kurzdistanz beim Triathlon Ingolstadt sowie seine Altersklasse beim Allgäu Triathlon gewinnen, bevor er im September seine Langdistanz-Bestzeit beim Ironman Italy um über zehn Minuten auf 8:17:17 Stunden verbesserte, was gleichzeitig den Sieg bei den Altersklassen-Athleten bedeutete.
Tom Hohenadl studierte Wirtschaftsinformatik.

## Sportliche Erfolge
| Datum/Jahr    | Rang | Wettbewerb                                                 | Austragungsort       | Zeit       | Bemerkung |
| ------------- | ---- | ---------------------------------------------------------- | -------------------- | ---------- | --- |
| 23. Aug. 2023 | 4    | Allgäu Triathlon                                           | Immenstadt im Allgäu | 04:02:58   | Sieger Altersklasse M 25-29 auf der Mitteldistanz                                                             |
| 21. Mai 2023  | 1    | Ingolstadt Triathlon                                       | Ingolstadt           | 01:55:28   | Sieger Kurzdistanz                                                                                            |
| 21. Juni 2021 | 2    | Ingolstadt Triathlon                                       | Ingolstadt           | 03:34:50   | Bayrischer Meister Mitteldistanz                                                                              |
| 21. Juni 2021 | 1    | ETU Middle Distance Triathlon European Championship M25–29 | Walchsee             | 03:53:54   | ETU-Europameister der Amateure auf der Mitteldistanz im Rahmen der Challenge Walchsee-Kaiserwinkl             |
| 13. Sep. 2020 | 1    | Vienna City Triathlon                                      | Wien                 | 01:51:05   | Sieger Kurzdistanz                                                                                            |
| 12. Sep. 2020 | 1    | Vienna City Triathlon                                      | Wien                 | 00:55:01   | Sieger Sprintdistanz                                                                                          |
| 26. Aug. 2018 | 28   | Ironman 70.3 Zell am See-Kaprun                            | Zell am See          | 01:50:22   | Verkürzter Kurs ohne die Raddistanz; 3. Platz der Altersklasse M 18-24 und den 28. Platz in der Gesamtwertung |
| 20. Aug. 2017 | 24   | Allgäu Triathlon                                           | Immenstadt im Allgäu | 04:22:12,0 | 3. Platz der Altersklasse M 18–24, 2. Platz DTU Deutsche Meisterschaft                                        |

| Datum/Jahr    | Rang | Wettbewerb      | Austragungsort | Zeit     | Bemerkung                                                            |
| ------------- | ---- | --------------- | -------------- | -------- | -------------------------------------------------------------------- |
| 16. Sep. 2023 | 18   | Ironman Italy   | Cervia         | 08:17:17 | Sieger der Altersklassen-Athleten und 18. Platz in der Gesamtwertung |
| 7. Aug. 2021  | 1    | Ironman Tallinn | Tallinn        | 08:28:15 | Sieger der dritten Austragung                                        |
| 9. Juli 2017  | 82   | Challenge Roth  | Roth           | 09:21:35 | Sieger Altersklasse M 18-24                                          |